# Boraja (planina)
Boraja je brdo u Dalmaciji. Sastoji se od vapnenca. Najviši vrh je na visini od 675 metara. Nalazi se 16 kilometara sjeverozapadno od Trogira.
Njen polupusti kamenjar s oskudnim ostatcima vegetacije služi za ispašu. Na sjeverozapadnom podnožju planine raštrkani su zaseoci istoimenog sela.
U podnožju brda sa južne strane nalazi se selo
Blizna Gornja.
|  | Portal Hrvatske – Pristup člancima s tematikom o Hrvatskoj. |